# 湯田川温泉
湯田川温泉（ゆたがわおんせん）は、山形県鶴岡市（旧国出羽国、明治以降は羽前国）にある温泉。鶴岡の奥座敷とも呼ばれる。庄内平野の南西に起伏する丘陵の間にあり、三方を山に囲まれた静かな保養温泉で、付近に由豆佐売神社、長福寺、日本海を遠望する金峯山などがあり、冬はスキーもできる。

## 泉質
- ナトリウム・カルシウム-硫酸塩泉
  - 源泉温度40℃〜44℃

## 温泉街
木造瓦屋根の旅館が多く存在し、鄙びた雰囲気を醸し出している。共同浴場は2軒存在する。うち一軒は、地元商店で料金を払った後に、商店の人に共同浴場の鍵の開錠を行ってもらわないと入浴できないようになっている。殊に「正面の湯」は新湯の加入率は、全国的にも屈指の高さを有し、「源泉掛け流し」の醍醐味を体験できる施設である。
毎年4月〜6月には孟宗まつりが温泉街で開催される。

## 歴史
開湯は和銅5年（712年）。平成24年で開湯1300年を迎える。山形県内で文献に残るものとしては2番目に古い温泉。温泉で傷を癒している白鷺を見て発見したとされる。旅館の名前にも「鷺見屋」、「白鷺軒」等があったのはその所以でもある。白鷺にまつわる伝説がある温泉地は他にも下呂温泉、道後温泉、下田温泉などがある。江戸時代は庄内藩藩主の湯治場であった。また、当時の全国名湯番付でも「庄内・田川の湯」として「東の前頭筆頭」に位置づけられている。また、出羽三山参りの講の参拝者の「精進落とし」の温泉場として栄えた経緯もある。
その後、種田山頭火や竹久夢二などの文人が逗留したことも有名である。また鶴岡市出身の藤沢周平が教師をしていた最初で最後の赴任地であり、その教え子も地元に多く健在であり同氏との関わりも深く、由豆佐賣神社前には同氏の「温籍に捧ぐ」という記念碑が設置されている。
平成13年11月13日、環境省より国民保養温泉地に指定。

## アクセス
- JR羽越本線 鶴岡駅より庄内交通の路線バスで約25分。